# Conférence épiscopale portoricaine
La Conférence épiscopale portoricaine (en espagnol : Conferencia Episcopal Puertorriqueña, abrégé CEP) est une conférence épiscopale de l’Église catholique qui réunit les ordinaires de Porto Rico.
Elle fait partie du Conseil épiscopal latino-américain (CELAM), avec une vingtaine d’autres conférences épiscopales.

## Membres
La conférence réunit une demi-douzaine d’ordinaires, dont :
- Roberto González Nieves (es), archevêque de l'archidiocèse de San Juan de Puerto Rico[5] ;
- Rubén Antonio González Medina (es), évêque de Ponce[Note 2] ;
- Ángel Luis Ríos Matos (de), évêque de Mayagüez[7] ;
- Eusebio Ramos Morales (es), évêque de Caguas[8] ;
- Luis Miranda Rivera (es), évêque de Fajardo-Humacao[9] ;
- Alberto Arturo Figueroa Morales (es), évêque titulaire du diocèse de Phelbes (de) (associé à l’ancienne ville de Bilbéis, en Égypte) mais aussi évêque auxiliaire de l’archidiocèse de San Juan de Puerto Rico[10].

## Sanctuaires
La conférence épiscopale a désigné deux sanctuaires nationaux, tous les deux situés à San Juan, la capitale de l’État :
- le sanctuaire Notre-Dame-Mère-de-la-Divine-Providence du barrio de Cupey[12],[13] ;
- la cathédrale-basilique Saint-Jean-Baptiste dans le Vieux San Juan (et le barrio de San Juan Antiguo), également sanctuaire Notre-Dame-de-la-Divine-Providence[14],[15].